# Srock
Srock (daw. Srocko) – wieś w Polsce położona w województwie łódzkim, w powiecie piotrkowskim, w gminie Moszczenica.
Do 1953 roku miejscowość była siedzibą gminy Podolin, a w latach 1953–1954 gminy Srocko. W latach 1975–1998 miejscowość administracyjnie należała do województwa piotrkowskiego.

## Historia
Zapisy historyczne osadzają Srock w wieku XIV.
Nazywany był Srock: Srocko alias Srock, a także w 1370 r. Sirocko, w XV w. Seroczkye i Sroczkye.

### Średniowiecze
We wsi kościół parafialny murowany. Zbilut, biskup kujawski, nadaje w 1370 r. Stanisławowi synowi Michała ze Srocka sołtystwo w tej wsi biskupiej, należącej do kasztelanii wolborskiej, dla osadzenia jej na prawie niemieckiem (sredzkiem).
Sołtys otrzymał trzy łany wolne, młyn i sadzawkę. Kmiecie po trzech latach wolności mieli płacić czynszu po 12 groszy czeskich, 2 kury i 10 jaj z łanu. (Kod. Mucz. Rzysz, II, 316).

### Wiek XIX
W wieku XIX wieś, w powiecie piotrkowskim gminie Podolin, parafii Srock.
Wieś składa się w drugiej połowie XIX w. z kilku części:
Srock Rządowy, kolonia, ma 34 domów, 231 mieszkańców„ 593 morg. włościańskich.

Srock Szlachecki, alias Rękoraj wieś włościańska, posiadała 7 domów, 46 mieszkańców, 125 morg,

Srock Poduchowny, wieś, ma 13 domów, 301 mieszkańców, 109 mórg włościańskich,

Srock Prywatny, osiedle składa się z 2 domów, 9 mieszkańców, 18 mórg ziemi,

Srock Probostwo posiadał 3 domy, 33 mieszkańców, 3 mórg,

Srock alias Łysa Góra, Nowszczyzna, Chroba posiadał 7 domów, 40 mieszkańców, 26 mórg ziewmi,

Srock alias Górka, osada karczmarska, 1 dom, 5 mieszkańców, 3 morgi ziemi.
W 1827 Srock, wieś rządowa liczyła 34 domów, 379 mieszkańców i Srock, wieś prywatna, 19 domów, 288 mieszkańców.

## Kościół i parafia
Zapewne już w XV w. założony tu został kościół parafialny p. w. św. Benedykta. Prawo patronatu mieli dziedzice Kruszewa, Żeromina i Grobiny. Proboszcz utrzymywał tu na początku XVI w. dwóch kapelanów. Srock należał tylko w połowie do biskupów kujawskich, w drugiej zaś siedzieli częściowi właściciele (szlachta). Dziesięcinę pobierał z połowy szlacheckiej pleban miejscowy, z biskupiej części scholastyk łęczycki (Łaski, L. B., II, 170).
Obecny kościół murowany wystawił w miejscu starego, drewnianego, w 1760 r. Stanisław Małachowski, późniejszy marszałek sejmu wielkiego. Według registru poborowego powiatu piotrkowskiego z r. 1552 i 58 Jan Ostrowski płacił od 1 osadnika i 14 łanów. Biskup kujawski od 3 osadników, Bogoziński 1 osadnika, Sośnicki 1 osadnika, Badziałkowski sam uprawia swą część. Część Kozisików 1 1/4 łana, Alberta Graby 1 osadnika (Pawiński, Wielkp., II, 261). Srock parafia, dekanatu piotrkowskiego liczyła 4693 dusz.

## Zabytki
Według rejestru zabytków Narodowego Instytutu Dziedzictwa na listę zabytków wpisane są:
- kościół parafialny pw. św. św. Benedykta i Anny, 1764–66, 1909–13, nr rej.: A/19 z 9.09.2004
- cmentarz kościelny, nr rej. jw.
- kaplica pw. św. Mikołaja, obok kościoła parafialnego, 1627, 1910, nr rej.: 693 z 27.09.1967

## Urodzeni w Srocku
- Paweł Galia (ur. 21 lutego 1943) – aktor teatralny, filmowy i dubbingowy oraz reżyser dubbingu

## Transport
- Droga krajowa nr 12: granica państwa – Łęknica – Żary – Leszno – Kalisz – Sieradz – Piotrków Trybunalski – Radom – Lublin – Chełm – Berdyszcze – granica państwa
- Droga krajowa nr 91: Gdańsk – Toruń – Włocławek – Łódź – Piotrków Trybunalski – Radomsko – Częstochowa – Podwarpie